# Wilhelm von Oranien-Nassau

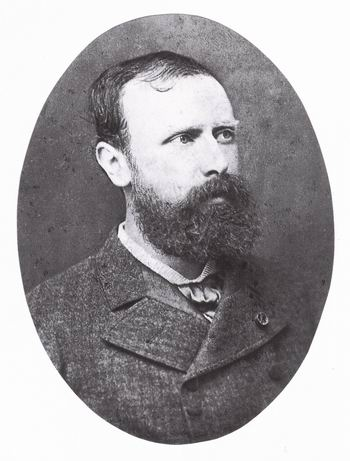
Kronprinz Wilhelm

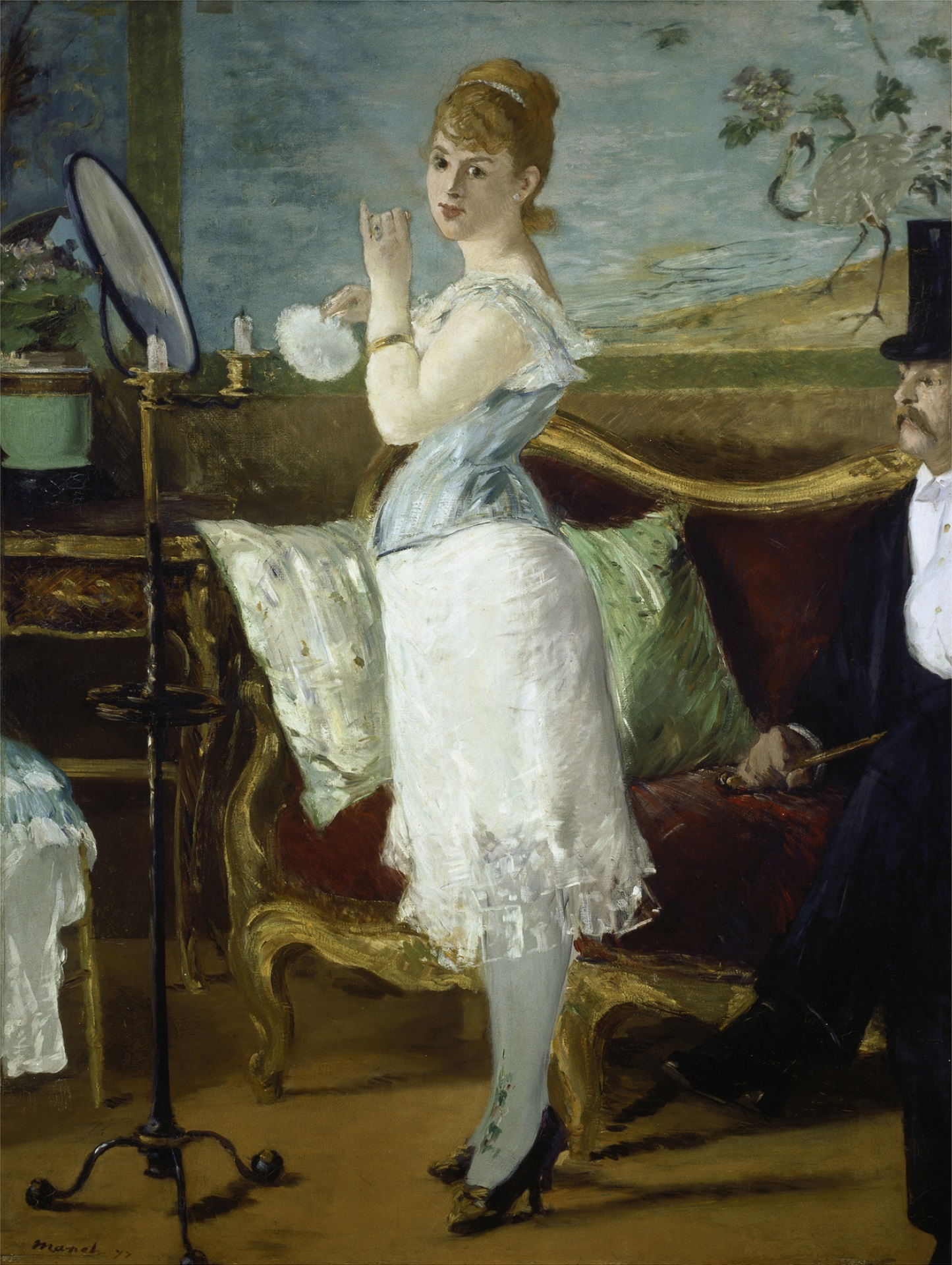
Édouard Manet: Henriette Hauser als Nana (1877)

Wilhelm Nikolaus Alexander Friedrich Karl Heinrich von Oranien-Nassau (niederländisch Willem Nicolaas Alexander Frederik Karel Hendrik, prins van Oranje, prins der Nederlanden, prins van Oranje-Nassau; * 4. September 1840 in Den Haag; † 11. Juni 1879 in Paris) war Prinz von Oranien-Nassau und der Niederlande. 

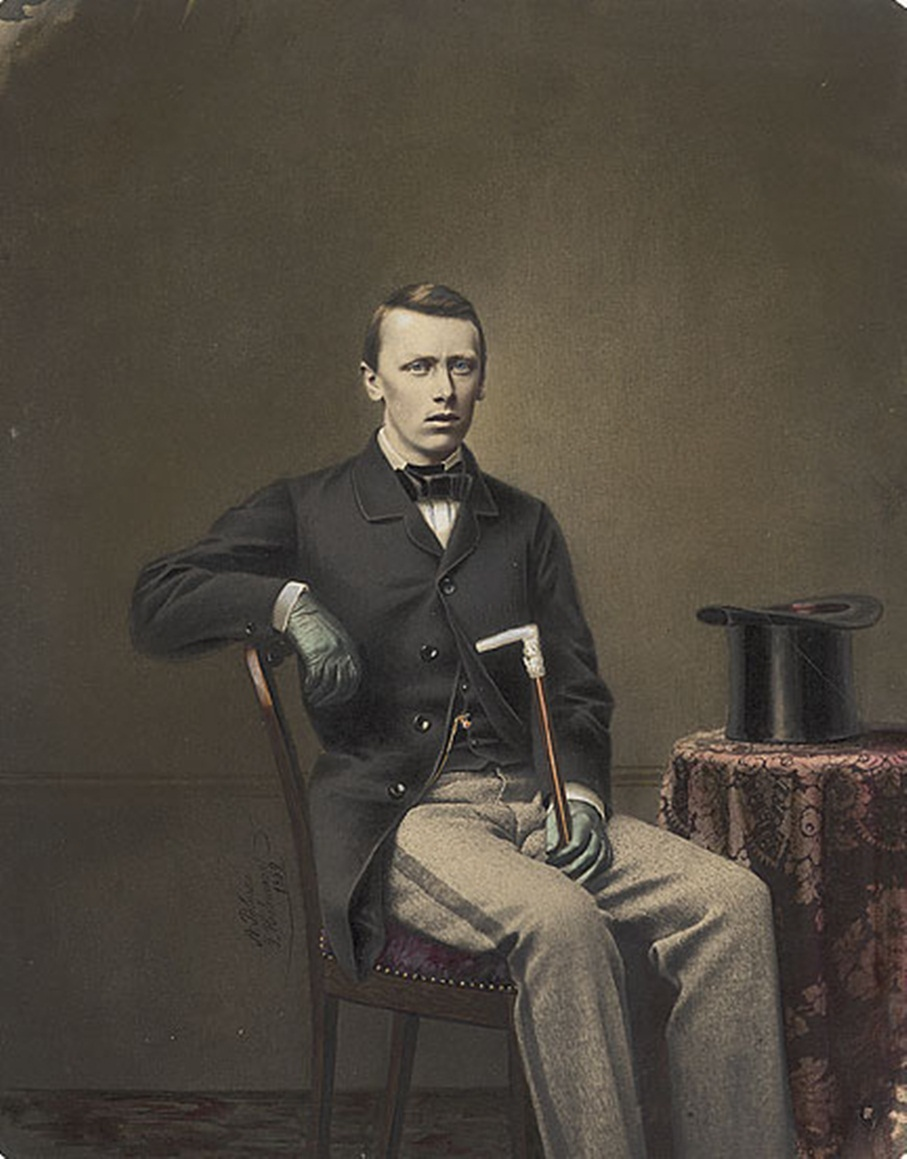
Kronprinz Wilhelm

## Leben
Er war der älteste Sohn von König Wilhelm III. und Sophie von Württemberg, einer Tochter Wilhelms I. von Württemberg. Nach dem Tod seines Großvaters Wilhelm II. im Jahre 1849 wurde er Kronprinz. Der in der Familie nur Wiwill genannte Wilhelm wurde im strengen viktorianischen Stil erzogen, was sich als fatal herausstellen sollte. Sein Erzieher berichtete von Masturbation und der dafür erteilten Strafe, was beim Prinzen zu Schuldgefühlen führte. Andererseits wurde Wilhelm ein scharfsinniger Verstand nachgesagt.
Problematisch wurde das Verhältnis zu den Eltern, als sich Wilhelm in Mathilde von Limburg-Stirum verliebte. Die Tochter des Grafen Leopold von Limburg-Stirum und Julie Marie Barre gehörte zwar dem niederländischen Adel an, galt aber nach damaliger Ansicht als nicht standesgemäß. Zeitgenossen vermuteten jedoch, dass Wilhelm III. eine Beziehung zu Julie Marie Barre hatte und Mathilde die Halbschwester des Kronprinzen gewesen sei.
Wilhelm ging daraufhin ins selbstgewählte Exil nach Paris und stürzte sich in ein Leben aus Sex, Alkohol und Glücksspiel. Henriette Hauser, seine dortige Geliebte, nannte den Prinzen von Oranien (niederländisch: prins van Oranje = französisch: Prince d’Orange) mit einem Wortspiel liebevoll Zitrone, was dazu führte, dass in der Pariser Boulevardpresse vom „Prince de Citron“ zu lesen war und damit sein Lebenswandel zum öffentlichen Skandal wurde. Hauser stand Édouard Manet wiederholt Modell, das Bild Nana wurde 1877 zu einem gesellschaftlichen Skandal.
Mit 38 Jahren starb der Prinz an einer Kombination aus Typhus, Leberleiden und völliger Erschöpfung. Neuer Thronfolger wurde sein jüngerer Bruder Alexander, der jedoch ebenfalls vor seinem Vater starb. Nach dem Tod von Wilhelm III. bestieg schließlich dessen Tochter Wilhelmina aus der Ehe mit Emma zu Waldeck und Pyrmont den niederländischen Thron.